# Shane Smeltz
Shane Smeltz (* 29. September 1981 in Göppingen, Deutschland) ist ein ehemaliger neuseeländischer Fußballspieler.

## Kindheit und Jugend
Shane Smeltz wurde in Deutschland geboren. Seine Eltern waren damals Angehörige der US-Armee und in der Nähe von Göppingen stationiert. Er zog mit seiner Familie im Alter von knapp einem Jahr wieder nach Neuseeland zurück. Bis zu seinem sechsten Lebensjahr blieb er dort, ehe seine Familie nach Queensland, Australien umzog. Er lebte in Cairns, Brisbane und an der Gold Coast. Smeltz besitzt neben der neuseeländischen Staatsbürgerschaft auch die australische, da seine Frau Australierin ist und die englische, weil seine Mutter aus England kommt.

## Vereinskarriere
Von 1999 bis 2004 spielte er für diverse australische Vereine. Ausgenommen 2002, da spielte Smeltz für Napier City Rovers in der New Zealand National Soccer League.
2005 wechselte er zu Mansfield Town in die englische Football League Two. Anschließend spielte er beim AFC Wimbledon und erzielte in 43 Ligaspielen 26 Tore. Auch bei Halifax Town stand er unter Vertrag und konnte dort zwei Tore in 31 Spielen schießen.

### Wellington Phoenix
Smeltz kehrte 2007 nach Neuseeland zurück und unterschrieb einen Zwei-Jahres-Vertrag bei Wellington Phoenix. Er wurde im selben Jahr zum Spieler des Jahres in Neuseeland ernannt. In seiner ersten Saison in der A-League konnte er sich mit neun Toren den zweiten Platz in der Torschützenliste sichern. In der Saison 2008/2009 erzielte er 12 Tore und wurde Torschützenkönig. Seit Gründung der A-League waren dies bis dahin die meisten Tore die ein Spieler in einer Saison erzielt hatte.

### Gold Coast United
Im November 2008 verlor Phoenix das Rennen um Smeltz gegen Gold Coast United. Der Stürmer unterschrieb einen Drei-Jahres-Vertrag bei der damals neuentstandenen Mannschaft. Gold Coast United bestritt sein erstes Spiel gegen Mudgeeraba SC, einem australischen Amateurverein, und gewann 12:1. Smeltz erzielte hierbei neun Tore. Am 8. August 2009 erzielte Smeltz das erste Pflichtspieltor in der Geschichte für Gold Coast United. Eine Woche später erzielte er vier Tore gegen North Queensland Fury. In der Saison 2009/10 erzielte Smeltz insgesamt 19 Tore und stellte damit einen Rekord für die meisten Tore in einer Saison auf. Außerdem wurde er zum zweiten Mal in Folge Torschützenkönig der Liga.
Am 12. Juli 2010 wurde sein Wechsel zum chinesischen Klub Shandong Luneng Taishan bekannt. Shane Smeltz hatte sein auf zwei Jahre angelegtes Engagement beim chinesischen Klub Shandong Luneng Taishan jedoch nach nur fünf Tagen wieder beendet. Für seine Frau Nikki und die zwei Kinder sei es unmöglich, sich in Shandong einzugewöhnen, begründete Smeltz seine überraschende Entscheidung. Er kehrte zu Gold Coast United zurück, da der Wechsel nach China noch nicht rechtsgültig gewesen war. Daraufhin wechselte er zu Gençlerbirliği Ankara, wo er aber nur ein halbes Jahr blieb und zu Gold Coast United zurückkehrte.

### Perth Glory
Zur Saison 2011/12 wechselte Smeltz zu Perth Glory. 2012 stand er mit Glory im Finale der A-League, scheiterte dort jedoch an Brisbane Roar. Im Jahr 2013 erreichte er mit Perth erneut die Finals, sie verloren jedoch im Halbfinale gegen Melbourne Victory. In seiner gesamten Zeit bei Glory kam er in 58 Spielen auf 28 Tore.

### FC Sydney
Am 18. Mai 2014 wurde bekannt, dass Smeltz mit sofortiger Wirkung zum FC Sydney wechselt. Bei den Ost-Australiern unterschrieb er einen Ein-Jahres-Vertrag und soll den abgewanderten Alessandro Del Piero ersetzten. In seiner ersten Saison erreichte er mit Sydney das Grand Final, unterlag dort jedoch mit 0:3 gegen Melbourne Victory.

### Kedah FA
Am 12. Juli 2016 wechselte Schmeltz in die Malaysia Super League zu Kedah FA.

### Wellington Phoenix/Borneo FC
Nach einem kurzen Gastspiel in der Heimat von Dezember 2016 – April 2017 bei Wellington Phoenix, wechselte er in die Liga 1, der höchsten Spielklasse in Indonesien. Beim Borneo FC absolvierte er 20 Ligaspiele und erzielte dabei 5 Treffer, schließlich beendete Smeltz im Januar 2018 hier seine aktive Laufbahn.

## Nationalmannschaft
Smeltz spielte für die U-20- und U-23-Auswahl Neuseelands. Sein erstes Länderspieltor für Neuseeland erzielte er am 25. April 2006 bei einem Freundschaftsspiel gegen Chile. Dieses Spiel war gleichzeitig auch sein Debüt für die All Whites.
Das erste große Turnier für ihn war der OFC Nations Cup 2008. Bei diesem Turnier wurde er mit acht Toren Torschützenkönig und konnte mit Neuseeland den Titel erringen. Aufgrund dieses Sieges spielte Neuseeland im Konföderationen-Pokal 2009 in Südafrika mit. Auch bei der Fußball-Weltmeisterschaft 2010 in Südafrika war Smeltz Teil des Kaders der Neuseeländer. Die Mannschaft schied in der Vorrunde aus, obwohl sie keines ihrer drei Spiele verloren haben. Smeltz erzielte im zweiten Gruppenspiel gegen Italien das Tor zum 1:0. Seinen letzten Auftritt im Dress der Nationalmannschaft hatte Smeltz am 6. Oktober 2017 bei der 1:2-Niederlage im Freundschaftsspiel gegen Japan. Hier kam er in der 71. Spielminute für Kosta Barbarouses in die Partie.